# De Eendracht (wiatrak w Anjum)
De Eendracht – wiatrak w miejscowości Anjum, w gminie Dongeradeel, w prowincji Fryzja, w Holandii. Młyn został wzniesiony w 1889 r. na miejscu dawnego młyna z XVIII wieku, zniszczonego po uderzeniu pioruna. W 1971 r. wiatrak został wyremontowany. Wiatrak ma trzy piętra, przy czym powstał na pięciopiętrowej bazie. Jego skrzydła mają 22,1 m długości. Obecnie służy jako biuro turystyczne.